# Дом ночных призраков (фильм, 1959)
«Дом на холме призраков» — фильм американского режиссёра Уильяма Касла, снятый в 1959 году. В 1999 году был снят ремейк картины.

## Сюжет
Экстравагантный миллионер Фредерик Лорен снимает на одну ночь дом с призраками для проведения там приёма, якобы организованного его женой. Пятеро приглашённых должны получить за участие в мероприятии по 10 000 долларов (если останутся живы). Один из них, владелец дома пьяница Уотсон Притчард, рассказывает зловещую историю дома, где было убито семь человек. Причём все убийства отличались определённой оригинальностью — например, один из прежних хозяев скинул жену в ванну с кислотой.
Постепенно в доме начинают происходить зловещие события, в том числе гости начинают видеть привидения. Особенно часто с ними встречается симпатичная Нора. Она хочет покинуть дом, но дверь оказывается запертой раньше полуночи. В качестве бонуса Фредерик выдаёт гостям небольшие гробики, внутри которых находятся пистолеты. Дальше больше — Лэнс находит отрезанную голову, а затем гости находят повешенную Аннабель Лорен. Доктор говорит, что она умерла. Теперь умонастроение присутствующих меняется — они хотят покинуть здание, однако стальную дверь взломать невозможно.
Явления призраков становятся более и более частыми, что совершенно сводит Нору с ума. Она идёт в подвал, куда направляется также и Фредерик. Тем временем доктор Трент заходит в комнату Аннабель, которая всего лишь сымитировала самоубийство. Их план состоит в том, что Нора застрелит Фредерика, что вроде бы и происходит. Однако когда Аннабель спускается в подвал, то не находит там доктора, а из бассейна с кислотой поднимается скелет, который преследует её. Аннабель падает в зловещий бассейн. Теперь наступает развязка — Фредерик жив, он разгадал план жены и её любовника и нанёс упреждающий удар.

## В ролях
- Винсент Прайс — Фредерик Лорен, миллионер
- Кэролин Крейг — Нора Маннинг, сотрудница Лорена
- Ричард Лонг — Лэнс Шрёдер, лётчик-испытатель
- Элиша Кук-младший — Уотсон Притчард, хозяин здания
- Кэрол Омарт — Аннабель Лорен, четвёртая жена Фредерика
- Алан Маршал — доктор Дэвид Трент
- Джули Митчэм — Рут Бриджес, колумнистка
- Леона Андерсон — миссис Слайдс, прислуга
- Ховард Хоффман — мистер Слайдс, прислуга